# Drabesh
Drabesh – gaun wikas samiti we wschodniej części Nepalu w strefie Kośi w dystrykcie Morang. Według nepalskiego spisu powszechnego z 2001 roku liczył on 3288 gospodarstw domowych i 16698 mieszkańców (8528 kobiet i 8170 mężczyzn).